# Malmvägen

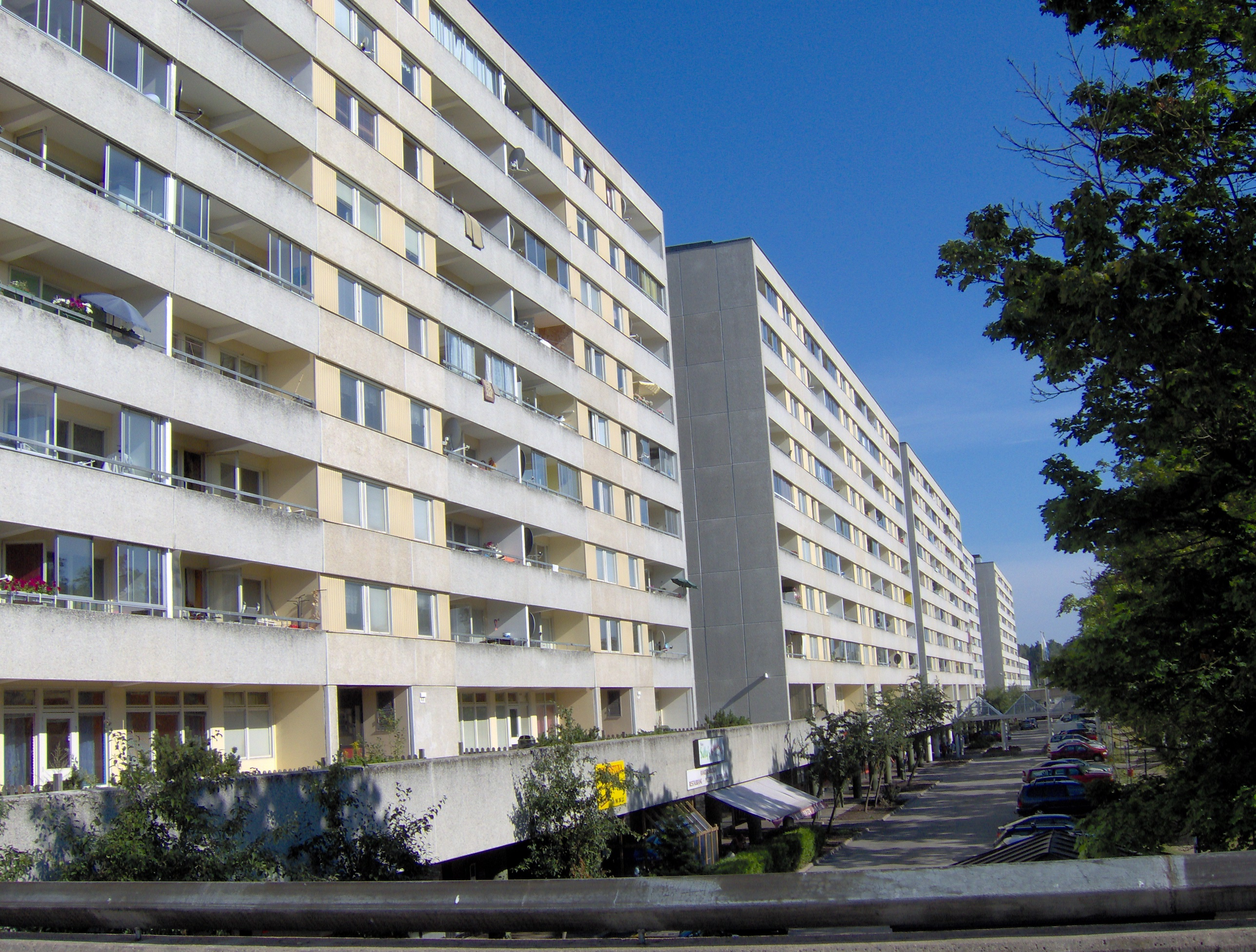
Servicehuset längs med Malmvägen är en del av miljonprogrammet.

Malmvägen (även känd som "Tian" på grund av de tio höghusen längs med Malmvägen) är en gata belägen i Tureberg i Sollentuna kommun. Längs med Malmvägen ligger Servicehuset, ritat av Åke Arell 1970, som består av tio större bostadshus med 1247 lägenheter och service i husens gemensamma bottenplan med förskolor, affärer, gym och föreningslokaler. Bygget av Servicehuset var en del av miljonprogrammet som vid invigningen 1972 även uppmärksammades internationellt. Genom åren har delar av Malmvägen bytt namn. Till exempel villaområdet på Engelbrekts väg samt Vänortsstråket och Bagarbyvägen. Malmvägen har i många decennier varit ökänd för hög brottsstatistik.